# روزي تايلور ريتسون
روزي تايلور ريتسون (بالإنجليزية: Rosie Taylor-Ritson)‏ (18 فبراير 1995) ممثلة إنجليزية بدأت مشوارها الفني في عام 2008 وظهرت في فيلم المربية ماكفي والإنفجار الكبير.

## روابط خارجية
- روزي تايلور ريتسون على موقع IMDb (الإنجليزية)